# Kuwait en los Juegos Olímpicos de Atenas 2004
Kuwait estuvo representado en los Juegos Olímpicos de Atenas 2004 por un total de 11 deportistas, 10 hombres y una mujer, que compitieron en 3 deportes.
El portador de la bandera en la ceremonia de apertura fue el tirador Fehaid Al-Deehani. El equipo olímpico kuwaití no obtuvo ninguna medalla en estos Juegos.